# Flaix anular

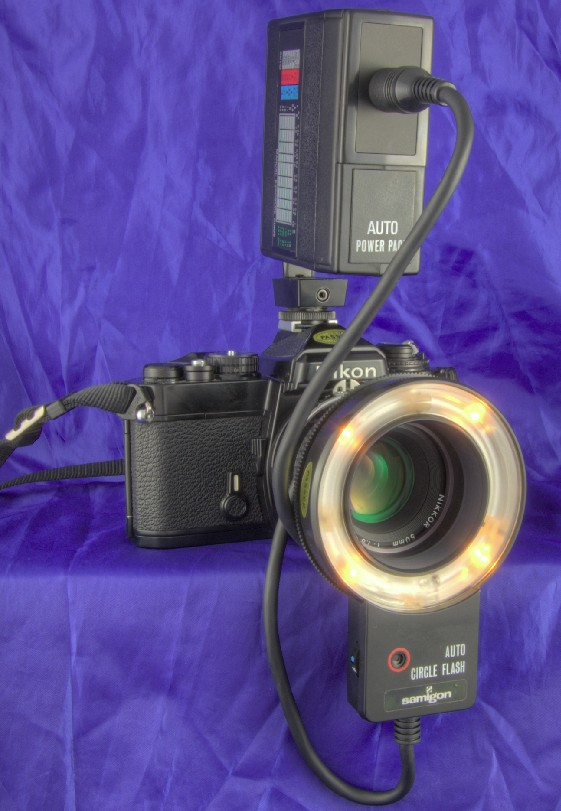
Un flaix anular Samigon muntat en una càmera Nikon FE. Ambdues unitats, la d'energia i la de flaix, estan connectades per un cable.

Un flaix anular és un flaix fotogràfic circular que es munta al voltant de l'objectiu de la càmera per usar-lo, principalment, en la macrofotografia. Va ser inventat per Lester A. Dine el 1952 per utilitzar-lo en la fotografia odontològica. La seva característica fonamental és la de proporcionar una il·luminació uniforme amb poques ombres visibles a la fotografia. Això és perquè l'origen de la llum és molt a prop de l'eix òptic de la lent. Quan el subjecte és molt a prop de la càmera, com en el cas de la macrofotografia, la distància entre el flaix i l'eix òptic es torna significativa. Per a objectes propers a la càmera, la mida del flaix anular és important perquè la llum arriba al subjecte des de molt angles, alguna cosa similar al que s'aconsegueix amb un flaix convencional i un difusor.

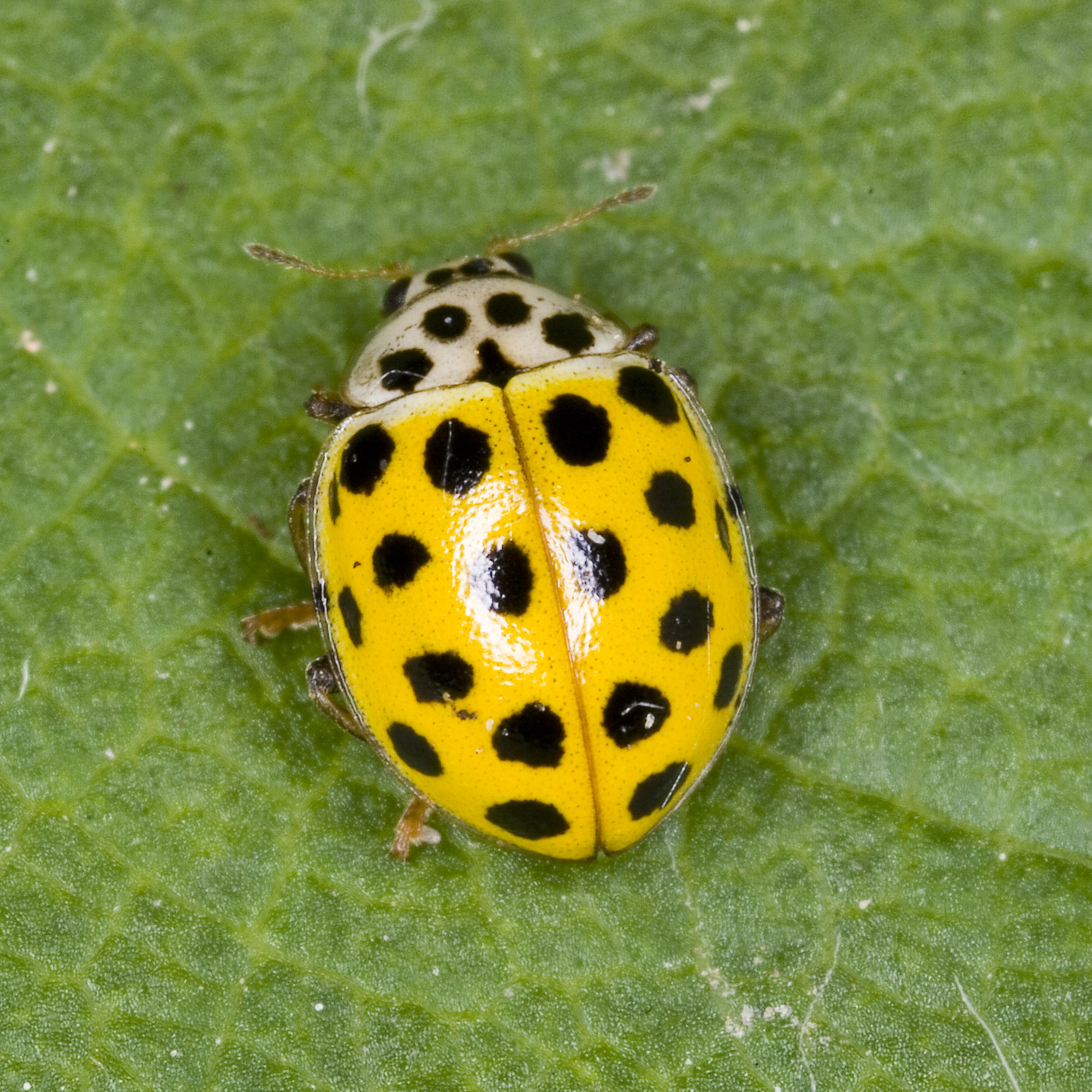
La fotografia d'una marieta, presa utilitzant un flaix anular.

Els flaixos anulars són també molt populars en els retrats i en la fotografia de moda. A més de suavitzar les ombres que podrien desafavorir a les models i atenuar les arrugues, la manera com el flaix circular escampa la llum li dona a la pell una aparença brillant.
El flaix anular per macrofotografia sol tenir dues parts: la primera, un connector que s'instal·la a la sortida per flaixos externs de la càmera, i la segona, una unitat de flaix muntada en l'objectiu. L'energia és subministrada per bateries ubicades a la primera unitat, la qual està connectada al flaix circular a través d'un cable. Per flaixos anulars més grans, com aquells usats en la fotografia de moda, la font d'alimentació elèctrica pot ser una bateria o un adaptador de corrent altern. No obstant això, alguns flaixos anulars estan construïts de manera que energia i llum es troben en una sola unitat. Dins del flaix circular pot haver un o més tubs de flaix, cadascun dels quals pot ser activat o desactivat individualment. També hi ha difusors per flaixos anulars, i encara que no compten amb una font de llum pròpia, poden muntar-se davant el flaix per transmetre la llum a un difusor amb forma d'anell situat al capdavant del lent.